# Kosmos 1686
Kosmos 1686 (znany także jako TKS-4) – czwarty i ostatni, bezzałogowy lot radzieckiego statku kosmicznego TKS (prototyp wojskowego pojazdu załogowego dla stacji typu Ałmaz) z zadaniem połączenia się ze stacją kosmiczną Salut 7. Tym razem głównym celem misji mocno zmodyfikowanego pojazdu był test modułów opartych na bloku FGB (ros. Функционально-грузовой блок) na potrzeby stacji Mir.
Kosmos 1686 został wystrzelony 27 września 1985 z kosmodromu Bajkonur, a przycumował do stacji 2 października 1985 od strony przejściowej. Po raz pierwszy cumowanie przeprowadzono w obecności załogi. Lądownik tym razem nie był przeznaczony do powrotu na Ziemię, urządzono w nim stanowisko pracy kosmonauty-badacza. Statek w swoich zbiornikach posiadał trzy tony paliwa.

## Główne cechy
- Kapsuła WA została mocno zmodyfikowana. Usunięto silniki hamujące i spadochrony oraz system podtrzymywania życia i siedzenia, a w ich miejsce zainstalowano sprzęt naukowy, w tym wysokiej rozdzielczości aparaturę fotograficzną, teleskop pracujący w podczerwieni oraz spektrometr Ozon[2].
- Masa kompleksu orbitalnego Salut 7-Kosmos 1686 wyniosła 43 tony[3]. Kosmos 1686 dostarczył 4,5 tony ładunku (w tym 500 kg żywności i tyleż wody)[1] na stację orbitalną. Po zadokowaniu zwiększył o niemal 50 m³[4] objętość hermetyzowanej przestrzeni dostępnej dla załogi[2].

## Koniec misji
W dniach 19–22 sierpnia 1986 roku opuszczony kompleks orbitalny został przez kontrolę naziemną wyniesiony na wysokość 492 km przy pomocy silników Kosmosa 1686. Parametry charakteryzujące orbitę bazy uzyskały po tym manewrze nowe wartości: 474/492 km, 51,6° i 94 min. Spowodowało to zużycie paliwa poniżej wartości koniecznej do kontrolowanej deorbitacji. Dodatkowo, systemy zarówno Saluta 7 jak i Kosmosa 1686 w szybkim tempie degenerowały się, powodując utratę kontroli nad stacją. Dotychczasowe stacje Salut były celowo deorbitowane po odlocie ostatniej załogi. Wyniesienie Saluta 7 na wyjątkowo wysoką orbitę miało zapewnić mu dodatkowe osiem lat obecności na orbicie. Przed upływem tego okresu do stacji miał zadokować radziecki wahadłowiec Buran i umożliwić odzyskanie kontroli nad kompleksem, podobnie jak miało to miejsce w misji Sojuz T-13. Program radzieckich wahadłowców został jednak po wielu opóźnieniach odwołany, natomiast sama stacja uległa niekontrolowanej deorbitacji 7 lutego 1991. Niespalone w atmosferze szczątki spadły głównie w okolicy miasta Capitán Bermúdez w Argentynie.